# تپه نفرون
تپه نفرون مربوط به عصر مس - عصر آهن - سده‌های میانه دوران‌های تاریخی پس از اسلام است و در شهرستان ازنا، بخش جاپلق، دهستان جاپلق شرقی، ۸۵۰ متری جنوب غربی روستای امامزاده واقع شده و این اثر در تاریخ ۷ اسفند ۱۳۸۶ با شمارهٔ ثبت ۲۱۳۳۲ به‌عنوان یکی از آثار ملی ایران به ثبت رسیده است.